# Diocesi di Zacapa e Santo Cristo de Esquipulas

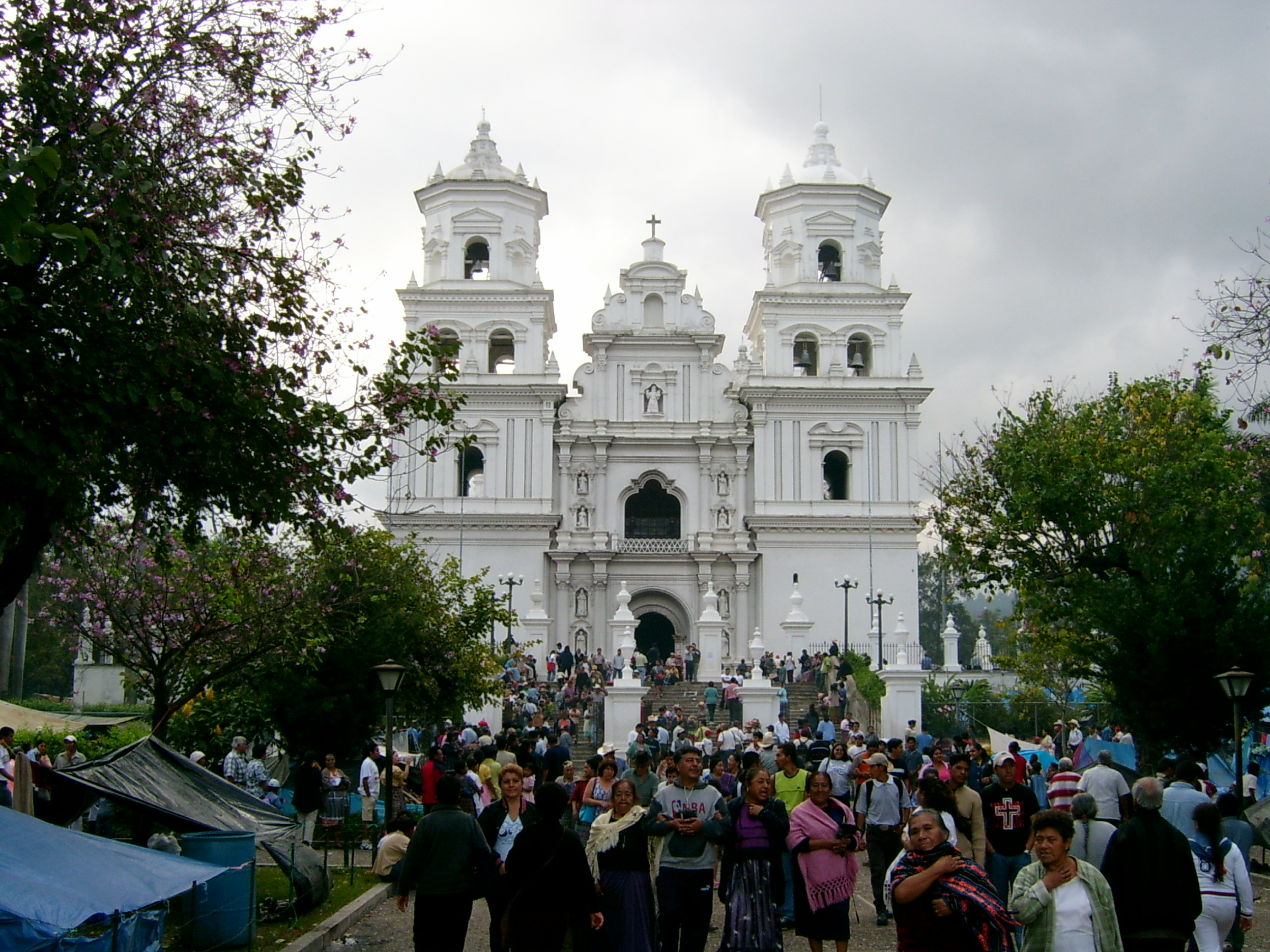
La basilica cattedrale del Cristo Nero di Esquipulas.

La diocesi di Zacapa e Santo Cristo de Esquipulas (in latino: Dioecesis Zacapensis et Sanctissimi Domini Nostri Iesu Christi de Esquipulas) è una sede della Chiesa cattolica in Guatemala suffraganea dell'arcidiocesi di Santiago di Guatemala. Nel 2022 contava 604.900 battezzati su 841.200 abitanti. È retta dal vescovo Ángel Antonio Recinos Lemus.

## Territorio
La diocesi comprende i dipartimenti guatemaltechi di Zacapa e di Chiquimula.
Sede vescovile è la città di Zacapa, dove si trova la cattedrale di San Pietro. A Esquipulas sorge la basilica cattedrale del Cristo Nero (Iglesia Basílica Santuario del Santo Cristo Crucificado de Esquipulas).
Il territorio si estende su 5.598 km² ed è suddiviso in 35 parrocchie.

## Storia
La diocesi di Zacapa fu eretta il 10 marzo 1951 con la bolla Omnium in catholico di papa Pio XII, ricavandone il territorio dall'arcidiocesi di Guatemala (oggi Santiago di Guatemala).
Il 16 settembre 1956, in forza della bolla Cum Christus dello stesso Pio XII, cedette una porzione di territorio, comprensivo della città di Esquipulas, a vantaggio dell'erezione della prelatura territoriale di Santo Cristo de Esquipulas, che fu contestualmente unita aeque principaliter all'arcidiocesi di Guatemala; tale unione rimase fino al 1986.
Il 30 marzo 1957, con la lettera apostolica Quod de Beatissima, il medesimo papa Pio XII proclamò la Beata Maria Vergine del Santissimo Rosario di Fatima patrona principale della diocesi di Zacapa.
Il 30 aprile 1968 la diocesi di Zacapa cedette un'ulteriore porzione di territorio a vantaggio dell'erezione dell'amministrazione apostolica di Izabal (oggi vicariato apostolico).
Dal 24 giugno 1986 la diocesi di Zacapa e la prelatura territoriale di Santo Cristo de Esquipulas sono state unite aeque principaliter in forza della bolla Qui pro munere di papa Giovanni Paolo II. Da quel momento i vescovi portano il doppio titolo di "vescovo di Zacapa" e "prelato di Santo Cristo de Esquipulas".

## Cronotassi
Si omettono i periodi di sede vacante non superiori ai 2 anni o non storicamente accertati.

### Vescovi di Zacapa
- Costantino Cristiano Luna Pianegonda, O.F.M. † (30 novembre 1955 - 16 febbraio 1980 dimesso)
- Rodolfo Quezada Toruño † (16 febbraio 1980 succeduto - 24 giugno 1986 nominato vescovo di Zacapa e prelato di Santo Cristo de Esquipulas)

### Arcivescovi di Guatemala e prelati di Santo Cristo de Esquipulas
- Mariano Rossell y Arellano † (16 settembre 1956 - 10 dicembre 1964 deceduto)
- Mario Casariego y Acevedo, C.R.S. † (12 dicembre 1964 succeduto - 15 giugno 1983 deceduto)
- Próspero Penados del Barrio † (1º dicembre 1983 - 24 giugno 1986 dimesso)

### Vescovi di Zacapa e prelati di Santo Cristo de Esquipulas
- Rodolfo Quezada Toruño † (24 giugno 1986 - 19 giugno 2001 nominato arcivescovo di Guatemala)
  - Sede vacante (2001-2004)
- José Aníbal Casasola Sosa † (13 maggio 2004 - 27 aprile 2007 deceduto)
- Rosolino Bianchetti Boffelli (20 novembre 2008 - 14 settembre 2012 nominato vescovo di Quiché)
  - Sede vacante (2012-2016)
- Ángel Antonio Recinos Lemus, dal 22 febbraio 2016

## Statistiche
La diocesi nel 2022 su una popolazione di 841.200 persone contava 604.900 battezzati, corrispondenti al 71,9% del totale.

### Diocesi di Zacapa
| anno | popolazione | popolazione | popolazione | presbiteri | presbiteri | presbiteri | presbiteri                | diaconi | religiosi | religiosi | parrocchie |
| anno | battezzati  | totale      | %           | numero     | secolari   | regolari   | battezzati per presbitero | diaconi | uomini    | donne     | parrocchie |
| ---- | ----------- | ----------- | ----------- | ---------- | ---------- | ---------- | ------------------------- | ------- | --------- | --------- | ---------- |
| 1966 | 450.000     | 500.000     | 90,0        | 34         | 6          | 28         | 13.235                    |         | 13        | 34        | 20         |
| 1970 | 233.500     | 250.025     | 93,4        | 28         | 14         | 14         | 8.339                     | 1       | 20        | 55        | 14         |
| 1976 | 233.500     | 264.972     | 88,1        | 25         | 12         | 13         | 9.340                     | 2       | 25        | 34        | 15         |
| 1980 | 251.600     | 284.500     | 88,4        | 24         | 12         | 12         | 10.483                    | 2       | 19        | 39        | 18         |
| 1990 | 343.000     | 390.500     | 87,8        | 22         | 10         | 12         | 15.590                    | 2       | 23        | 45        | 20         |
| 1999 | 408.000     | 480.000     | 85,0        | 27         | 17         | 10         | 15.111                    | 1       | 23        | 47        | 22         |
| 2000 | 419.400     | 493.400     | 85,0        | 33         | 23         | 10         | 12.709                    | 1       | 24        | 48        | 25         |
| 2001 | 438.000     | 516.000     | 84,9        | 36         | 26         | 10         | 12.166                    | 1       | 18        | 49        | 25         |
| 2002 | 408.000     | 480.000     | 85,0        | 32         | 21         | 11         | 12.750                    | 1       | 12        | 47        | 23         |
| 2003 | 442.200     | 535.000     | 82,7        | 41         | 18         | 23         | 10.785                    | 1       | 44        | 59        | 29         |
| 2004 | 436.000     | 547.000     | 79,7        | 34         | 16         | 18         | 12.823                    | 1       | 38        | 47        | 28         |
| 2010 | 514.000     | 617.500     | 83,2        | 40         | 24         | 16         | 12.850                    | 1       | 34        | 67        | 24         |
| 2014 | 528.000     | 613.000     | 86,1        | 32         | 22         | 10         | 16.500                    | 1       | 16        | 52        | 23         |
| 2017 | 575.982     | 758.481     | 75,9        | 49         | 28         | 21         | 11.754                    |         | 57        | 51        | 28         |
| 2019 | 542.400     | 723.160     | 75,0        | 42         | 30         | 12         | 12.914                    | 1       | 14        | 42        | 23         |

### Prelatura territoriale di Santo Cristo de Esquipulas
| anno | popolazione | popolazione | popolazione | presbiteri | presbiteri | presbiteri | presbiteri                | diaconi | religiosi | religiosi | parrocchie |
| anno | battezzati  | totale      | %           | numero     | secolari   | regolari   | battezzati per presbitero | diaconi | uomini    | donne     | parrocchie |
| ---- | ----------- | ----------- | ----------- | ---------- | ---------- | ---------- | ------------------------- | ------- | --------- | --------- | ---------- |
| 2014 | 43.000      | 56.900      | 75,6        | 9          | 1          | 8          | 4.778                     |         | 22        | 19        | 6          |
| 2019 | 63.616      | 70.685      | 90,0        | 11         |            | 11         | 5.783                     |         | 42        | 32        | 6          |

### Diocesi di Zacapa e Santo Cristo de Esquipulas
| anno | popolazione | popolazione | popolazione | presbiteri | presbiteri | presbiteri | presbiteri                | diaconi | religiosi | religiosi | parrocchie |
| anno | battezzati  | totale      | %           | numero     | secolari   | regolari   | battezzati per presbitero | diaconi | uomini    | donne     | parrocchie |
| ---- | ----------- | ----------- | ----------- | ---------- | ---------- | ---------- | ------------------------- | ------- | --------- | --------- | ---------- |
| 2020 | 617.710     | 810.775     | 76,2        | 48         | 28         | 20         | 12.868                    |         | 40        | 90        | 30         |
| 2022 | 604.900     | 841.200     | 71,9        | 42         | 23         | 19         | 14.402                    |         | 39        | 91        | 35         |